# Ландер (город)
Ландер (англ. Lander, Wyoming) — город, расположенный в округе Фримонт, штат Вайоминг, США, с населением в 6867 человек по статистическим данным переписи 2000 года. Является административным центром округа Фримонт.
Своё название город получил по имени Фредерика В. Лэндера, путешественника и исследователя североамериканского континента, работавшего в 1857 году главным инженером участка федеральной железной дороги через штат Невада. Позднее Фредерик Лэндер находился в качестве специального представителя Индии в штате и погиб в Виргинии в 1862 году во время Гражданской войны США, находясь к тому времени в звании бригадного генерала.

## История
1 октября 1906 года Ландер стал конечным пунктом так называемой «Ковбойской ветки» железнодорожной магистрали транспортной компании «Чикагская и Северо-Западная железная дорога». Открытие станции в населённом пункте проходило под лозунгом «Там, где кончаются рельсы и начинаются тропы» (англ. Where rails end and trails begin). Проект развития железнодорожной сети компании предусматривал дальнейшее строительство магистрали к Кус-Бей в Орегоне и в Юрику в (Калифорнии), но в будущем не получил своего развития, и к 1972 году железнодорожные перевозки в Ландер фактически были свёрнуты.

## Экономика
В современное время в Ландере находится множество филиалов государственных учреждений, таких как Служба охраны лесов США (Национальный заповедник шошонов, Охотничьи угодья Уошэки), Бюро земельного управления США, Служба рыбных ресурсов и дикой природы США, Федеральное бюро расследований, Департамент по охране окружающей среды в Вайоминге и другие. В городе функционирует один из крупнейших в стране сталелитейных заводов.
В Ландере расположен один из головных офисов звукозаписывающей компании Asthmatic Kitty Records, основанной музыкантом Суфьяном Стивенсом.

## Демография
| Год переписи | Нас. |  | %±     |
| ------------ | ---- |  | ------ |
| 1880         | 193  |  | —      |
| 1890         | 525  |  | 172%   |
| 1900         | 737  |  | 40,4%  |
| 1910         | 1812 |  | 145,9% |
| 1920         | 2133 |  | 17,7%  |
| 1930         | 1826 |  | −14,4% |
| 1940         | 2594 |  | 42,1%  |
| 1950         | 3349 |  | 29,1%  |
| 1960         | 4182 |  | 24,9%  |
| 1970         | 7125 |  | 70,4%  |
| 1980         | 7867 |  | 10,4%  |
| 1990         | 7023 |  | −10,7% |
| 2000         | 6867 |  | −2,2%  |
| 1880–2000    |      |  |        |

По данным переписи населения 2000 года, в Ландере проживало 6867 человек, 1824 семьи, насчитывалось 2794 домашних хозяйств и 3036 жилых домов. Средняя плотность населения составляла около 600 человек на один квадратный километр. Расовый состав Ландера по данным переписи распределился следующим образом: 90,81 % белых, 0,15 % — чёрных или афроамериканцев, 5,99 % — коренных американцев, 0,32 % — азиатов, 2,04 % — представителей смешанных рас, 0,70 % — других народностей. Испаноговорящие составили 3,48 % от всех жителей города.
Из 2794 домашних хозяйств в — воспитывали детей в возрасте до 18 лет, 51,5 % представляли собой совместно проживающие супружеские пары, в 10,1 % семей женщины проживали без мужей, 34,7 % не имели семей. 30,0 % от общего числа семей на момент переписи жили самостоятельно, при этом 12,5 % составили одинокие пожилые люди в возрасте 65 лет и старше. Средний размер домашнего хозяйства составил 2,34 человек, а средний размер семьи — 2,91 человек.
Население города по возрастному диапазону по данным переписи 2000 года распределилось следующим образом: 24,1 % — жители младше 18 лет, 7,1 % — между 18 и 24 годами, 26,7 % — от 25 до 44 лет, 25,5 % — от 45 до 64 лет и 16,6 % — в возрасте 65 лет и старше. Средний возраст жителей составил 40 лет. На каждые 100 женщин в Ландере приходилось 95,4 мужчин, при этом на каждые сто женщин 18 лет и старше приходилось 89,2 мужчин также старше 18 лет.
Средний доход на одно домашнее хозяйство в городе составил 32 397 долларов США, а средний доход на одну семью — 41 958 долларов. При этом мужчины имели средний доход в 30 602 доллара США в год против 20 916 долларов среднегодового дохода у женщин. Доход на душу населения в городе составил 18 389 долларов в год. 9,9 % от всего числа семей в округе и 13,2 % от всей численности населения находилось на момент переписи населения за чертой бедности, при этом 19,3 % из них были моложе 18 лет и 9,3 % — в возрасте 65 лет и старше.

## География

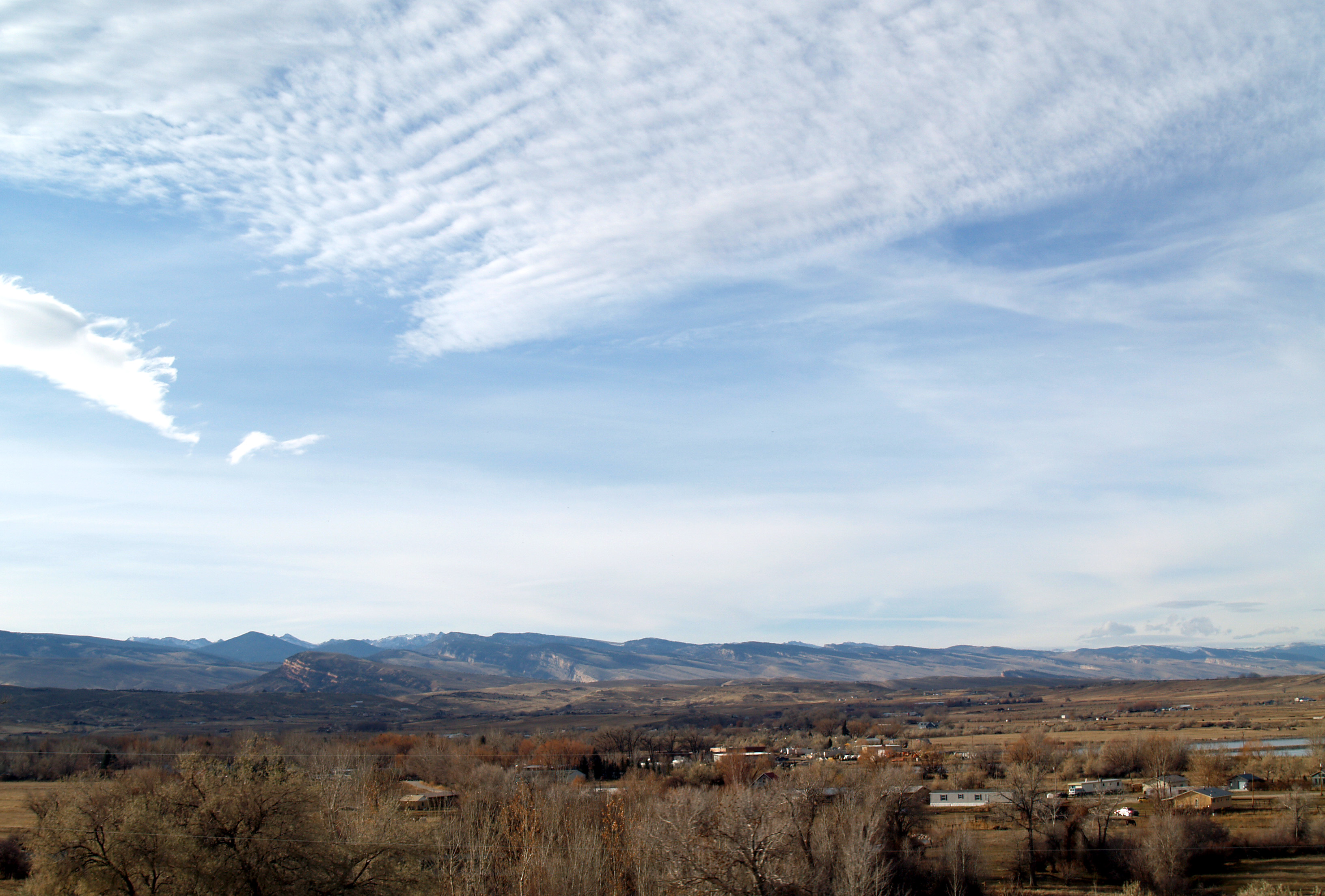
Пригород Ландера

По данным Бюро переписи населения США город Ландер имеет общую площадь в 11,4 квадратных километров, водных ресурсов в черте населённого пункта не имеется.
Город Ландер расположен на высоте 1633 метров над уровнем моря.
| Показатель           | Янв.  | Фев.  | Март | Апр. | Май  | Июнь | Июль | Авг. | Сен. | Окт. | Нояб. | Дек.  |
| -------------------- | ----- | ----- | ---- | ---- | ---- | ---- | ---- | ---- | ---- | ---- | ----- | ----- |
| Средний максимум, °C | −0,1  | 3     | 8,6  | 13,6 | 19,2 | 25,8 | 30,2 | 29,3 | 22,8 | 15,3 | 5,4   | 0,3   |
| Средний минимум, °C  | −12,9 | −10,1 | −4,7 | −0,4 | 4,6  | 9,4  | 13   | 12,3 | 6,9  | 0,7  | −7,3  | −12,3 |
| Норма осадков, мм    | 13,2  | 13,7  | 31,5 | 52,6 | 60,5 | 29,2 | 21,3 | 14,5 | 29   | 34,8 | 25,1  | 15,5  |

## Природные достопримечательности

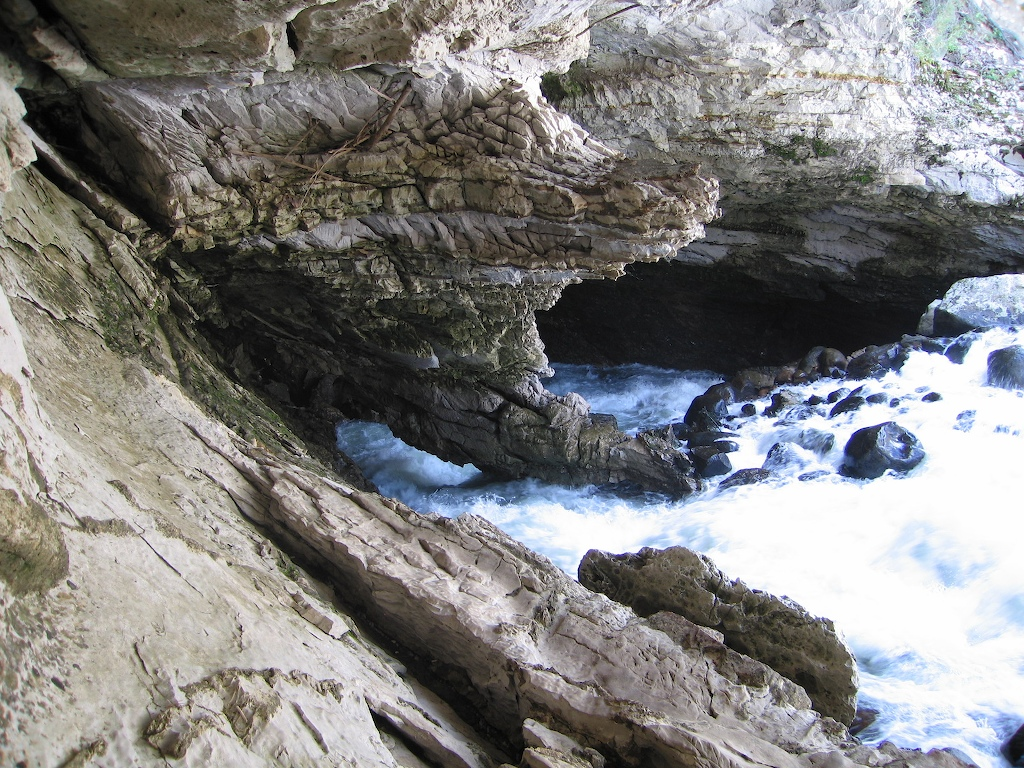
Национальный парк Каньон Синкс близ города Ландер

- Национальный парк Каньон Синкс
- Национальный заповедник шошонов
- Хребет Уинд-Ривер
- Красная Пустыня (Вайоминг)